# Jean-Pierre Hadida

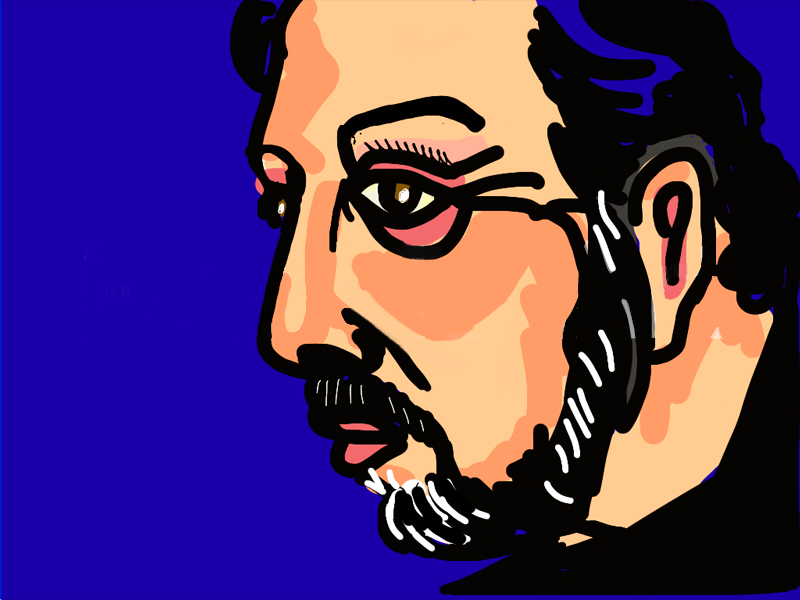
autoportrait

Jean-Pierre Hadida est un auteur-compositeur, peintre digital et directeur de création français né en 1960 à Oran en Algérie.
Il a mené de front plusieurs carrières qui, de la publicité à la comédie musicale en passant par le dessin, lui ont permis d’exprimer sa créativité aux 4 coins du monde.

## Biographie

### Publicité
Il entre comme concepteur-rédacteur à l’agence Publicis à Paris sous la direction de Mike Rackmill en 1982 sur les budgets Europcar, Ultra Brite et Soupline. Jean Feldman l’engage l’année suivante chez FCA pour rejoindre Serge Maestracci et ainsi concevoir les campagnes Banga, Yoplait, Airwick.
En 1985, il crée sa propre agence, Venise, qu’il hissera avec ses associés parmi les 50 premières agences française jusqu’en 2000 où il cède ses parts pour se consacrer davantage à la composition musicale. Chez Venise il conçoit les campagnes RMC, Auchan, Hyundai, Burberry, Jardiland et créé plus de 500 jingles et musiques de films publicitaires.
Il enchaîne en 2000 avec Crea Mad, sa nouvelle agence où il conçoit l’affiche du 60e anniversaire du festival de Cannes avec Frédéric Menant ainsi que de nombreuses opérations spéciales pour Mercedes, Audi, Marie Claire…

### Podcasts
En 2019 et 2020 avec sa société Créa Mad, il réalise et adapte les plus célèbres contes pour enfants (Aladin,  La petite sirène, Blanche neige...), au total 90 épisodes qu’il co-produit et compose pour la plateforme de séries audio Sybel.

### Comédies Musicales
Il écrit Ulysse, l’odyssée musicale en 1999, avec Olivier Constantin dans le rôle d’Ulysse. Un double album sera enregistré avec Olivia productions.
- Anne le musical est une œuvre musicale en hommage à Anne Frank dont il écrit le livret et la musique[1]. Elle est mise en scène par Pierre-Yves Duchesne et Christine Giua en 2007 puis produite par Broadway Mad et Francine Disegni en 2009 (théâtre du Gymnase, Palais des congrès de Strasbourg...). Soutenue par la maison d’Anne Frank à Amsterdam, cette pièce connait un succès public et critique depuis sa création[réf. nécessaire]. Elle est jouée régulièrement à Paris et en tournées[2]. Cette pièce a été adaptée en anglais par le franco-américain Dylan Hadida sous le nom de « Anne Frank a musical » en septembre 2019. Montée à New York (Center of Jewish History), la Production obtient 2 BroadwayWorld Awards : Best production for a musical et best performer pour David Serero qui en assure aussi la mise en scène.
- Les bistros qui chantent ont été joués pour la première fois en 2010 au Réservoir à Paris. C’est une comédie chantée et parlée reprenant des standards de la chanson française mais aussi de nombreuses compositions de Jean-Pierre Hadida. Sept artistes sur scènes vivent les dernières heures d’un vieux bistro qui doit être transformé en fast-food.
- Le Pirate et la poupée et L’école des petits monstres sont deux comédies musicales jeune public produites par Francine Disegni et Jean-Pierre Hadida (livret, mise en scène d’Alicia Sebrien, paroles et musiques Jean-Pierre Hadida). Ces aventures d’un coffre magique ont été jouées plus de deux cents fois en France au Maroc et à Paris, et ont été nommées aux petits Molière en 2014 et au festival d’Avignon 2014 et 2015 (coup de cœur de la Provence).
- Madiba le musical Une histoire d’amour impossible en hommage à Nelson Mandela, écrite par Alicia Sebrien et Jean-Pierre Hadida , musique de Jean-Pierre Hadida, est mis en scène par Pierre-Yves Duchesne, chorégraphie Johann Nus, au Théâtre Comédia dès janvier 2016[3],[4],[5], puis à l’Olympia en avril 2018. Cette œuvre va connaître un succès mondial, et se jouera à Dakar, Grand Théâtre National, à l’Opéra d’Alger, au Festival de Carthage en Tunisie, à Melbourne, Sydney en Australie et Nouvelle Zélande, plus de 150 fois (2018/2019).
- Joséphine Baker le musical (2022) est une comédie musicale écrite et composée par Jean-Pierre Hadida précédemment auteur de Anne le musical (2009) et MADIBA le musical (2016) et créée le 3 juin 2022 à la Nouvelle Eve à Paris.

### Art digital
Après avoir signé sous le pseudonyme de Jipad de nombreux dessins de presse dont La télé vu par Jipad paru de 2006 à 2009 chaque semaine dans TV Hebdo, Jean-Pierre Hadida créée le Finger Tag art, un procédé artistique digital où il fusionne pop art et street art, graffiti, collage et bd sur toile ou plexiglas. Il expose depuis 2011 chaque année à Urban Gallery boulevard du Montparnasse à Paris, mais aussi à Miami aux États-Unis, chez Markowicz fine art en 2012, à Uzès et au Touquet. Il redessine les grandes villes, le cinéma et la musique, grands thèmes qu’il affectionne. Son exposition Jean-Pierre Hadida fait son cinéma en décembre 2013 au cinéma Le Balzac à Paris a été remarquée par la presse quotidienne.